# 봉화 개암종택
개암종택(開巖宗宅)은 대한민국 경상북도 봉화군 봉화읍 해저리에 있는 건축물이다. 2000년 4월 10일 경상북도의 기념물 제138호로 지정되었다.

## 개요
의성 김씨 개암공파의 종가이다.
해저마을은 영남의 대표적인 동성촌으로 의성 김씨 가문에서 정조(재위 1776~1800)대에 많은 문과 급제자들을 배출하였고, 이 시기 영남 사람들의 정치·사회적 활동에 주도적으로 참여하면서 영남의 대표적인 명문으로 자리잡았다.
1·2차 유림단 사건으로 불리는 항일 독립운동에 김창우가 주도적으로 활약하여 건국포장을 받았고, 이러한 독립운동이 주로 이 종가를 중심으로 논의되고 있었다는 점에서 뜻깊은 의의를 찾을 수 있다.

## 참고 자료
- 개암종택 - 국가유산청 국가유산포털